# Силяпский хребет
Силя́пский хребе́т — один из малых горных хребтов на северо-востоке Сибири, в системе хребта Черского. Ближайший город — Усть-Нера.
Хребет расположен в Оймяконском улусе Якутии. Он протянулся примерно на 100 км с северо-запада на юго-восток. На севере его ограничивает долина реки Иньяли, приток которой, река Силяп, прорезает Силяпский хребет в западной части; на юге — долина реки Ольчан, за которой начинается Уольчанский хребет; на востоке — долина Индигирки, на западе — долина реки Тобычан. Более крупный хребет Боронг в составе системы Черского возвышается на северо-западе, а хребет Порожный — на севере. Высочайшая вершина — гора Чён высотой 2690 м, находится в междуречье Иньяли и Силяпа. Имеется также не менее 9 вершин высотой более 2000 м.
Рельеф — гольцово-альпийский, для которого характерны резкое расчленение и ярко выраженные ледниковые формы: острые гребни, цирки, троги, кары, морены. Имеются сравнительно крупные ледники.